# 第3號交響曲 (孟德爾頌)
费利克斯·门德尔松的A小調第3號交響曲，作品56（目錄號N 18），通稱《蘇格蘭交響曲》（德語：Schottische Sinfonie），在1829年至1842年間創作。

## 背景

### 作曲
創作的靈感起源於孟德爾頌於1829年的英國之行。他在倫敦作了一系列成功的演出後，同友人卡爾·克林曼前往蘇格蘭旅憩。一行於7月30日造訪愛丁堡荷里路德宮的禮拜堂遺跡，據作曲家自述，正是這處遺跡啟發了《蘇格蘭》交響曲的寫作，甚至據此為作品開首的主題打下草稿。
今天在暮色昏暗時，我們造訪了瑪利女王曾經居住過、戀愛過的皇宮。由螺旋梯攀緣而上通往一個小房間；於西元1566年3月9日深夜就在那裡，蘇格蘭女王瑪利的秘密情人李吉奧被一群貴族拖出來，在距離三個房間外的陰暗角落中，將他謀殺。毗鄰的小禮拜堂已失去屋頂，而青草與長春藤叢生，瑪利在殘破的聖壇前，被加冕為蘇格蘭女王。這裡的一切都已腐朽毀壞，明亮的陽光進來，我想，就在這裡，我找到了蘇格蘭交響曲的開端。
數日後他們又前往蘇格蘭西岸，以及當地的斯塔法島（Staffa），這則是帶來《芬加爾岩洞》序曲的靈感。
在《芬加爾》初步完成之後，正在義大利旅行的孟德爾頌才又繼續推進《蘇格蘭》交響曲的進程，之後由於進度緩慢，1831年後他基本擱置了作品，直到1841年才又重新回到此作上。1842年1月20日，此作品在柏林完成。在幾次演出之後，孟德爾頌對作品作了些許修改，之後的版本普遍為樂界所接納。
在創作序上，《蘇格蘭》是孟德爾頌最後完成的交響曲（他共有五首交響曲作品），依出版序而有「第3號」之稱。雖然曾在信中稱呼此曲為《蘇格蘭》交響曲，1842年作品出版時卻不見此稱呼，後人並不曉得這是否是出自孟德爾頌本人之意。本曲在孟德爾頌身後的知名度較低，似乎是聽眾對於所描寫的北方景致較為陌生所致。

### 首演
1842年3月3日，莱比锡布商大厦
同年6月，孟德爾頌受英國愛樂協會之邀，前往倫敦指揮演出此曲，他且將作品獻給维多利亚女王。

## 分析

### 配器
《蘇格蘭》交響曲使用了雙管制樂隊，分別是長笛（2）、雙簧管（2）、單簧管（2）、低音管（2）、法國號（4）、小號（2），以及定音鼓與弦樂部門。

### 形制
本曲共四樂章，演奏期間不事休止：
1. 速度略快的行板 — 稍微激動的快板
2. 不太過分的甚快板
3. 慢板
4. 極快的快板 — 很莊嚴的快板

這首交響曲的各個樂章間採不間斷演奏，以孟德爾頌作品來說也屬罕見，而此舉則加強了各樂章主題素材之間的連結性。其中，孟德爾頌在1829年發想的原始主題，被使用在第一樂章的慢板序奏段當中。除該主題的齊一性外，各樂章仍有各自鮮明的個性，如第一樂章的蔭鬱、第二樂章的歡快、第三樂章愛情與宿命之間的掙扎，以及終曲樂章的蘇格蘭舞蹈元素等。
活躍的第二樂章不論以旋律、節奏的角度論之，都出自於蘇格蘭民間音樂的風格，其中更是不著痕跡地應用了五聲音階、蘇格蘭反附點節奏等元素。終樂章的尾奏段亦值得一論，此為一A大調的尾奏段，實際是第一樂章序奏主題之變形，然而在調性改動下所製造的「勝利」之感，與全曲的小調畫面成一鮮明對比。

## 評價
《蘇格蘭》交響曲的終尾筆法，受當代評論家（如羅伯特·舒曼）之肯定，在20世紀的評價則略有不足。指揮家奥托·克伦佩勒便相當感到厭惡，甚至為此樂章另闢一段尾奏。此一（改作）現象在21世紀已有所反轉，傾向於呈現作曲家的原意與作品原貌。

## 錄音節選
- 奥托·克伦佩勒，愛樂管弦樂團，EMI，1961年
- 赫伯特·冯·卡拉扬，柏林愛樂樂團，DG，1971年
- 里卡多·穆蒂，新愛樂管弦樂團，EMI，1976年
- 克里斯托夫·冯·多赫南伊，维也纳爱乐乐团，迪卡唱片，1976年
- 伯纳德·海廷克，伦敦爱乐乐团，飛利浦古典，1979年
- 克劳迪奥·阿巴多，伦敦交响乐团，DG，1985年
- 库尔特·马苏尔，萊比錫布商大廈管弦樂團，DG，1987年
- 彼得·马格，伦敦交响乐团，迪卡唱片，1994年
- 弗拉基米尔·阿什肯纳齐，柏林德意志交響樂團，迪卡唱片，2000年

## 外部連結
- 孟德爾頌第3號交響曲：国际乐谱典藏计划上的乐谱
- 臺灣國家交響樂團節目資訊 （页面存档备份，存于），以及電子節目冊 （页面存档备份，存于）